# Liste des épisodes du Monde merveilleux de Disney
Cet article présente la liste des épisodes de la série d'émissions Le Monde merveilleux de Disney, nommée successivement Disneyland (1954-1958) et Walt Disney Presents (1958-1961) sur ABC puis Walt Disney's Wonderful World of Color (1961-1969) sur NBC dans l'ordre de la première diffusion américaine.

## 1resaison(1954-1955)
| Date de diffusion | Titre                                  | Série                          | Commentaire                                                                                            |
| ----------------- | -------------------------------------- | ------------------------------ | --- |
| 27/10/1954        | The Disneyland Story                   | Disneyland                     | présentation du parc Disneyland                                                                        |
| 03/11/1954        | Alice in Wonderland                    |                                | Promotion du film Alice au pays des merveilles (1951)                                                  |
| 11/11/1954        | Prairie / Seal Island                  | True-Life Adventures           | extraits de La Grande Prairie (1954) et L'Île aux phoques (1948)                                       |
| 17/11/1954        | The Donald Duck Story                  |                                | compilation de courts-métrages de Donald Duck                                                          |
| 24/11/1954        | So Dear To My Heart                    |                                | diffusion du film Danny, le petit mouton noir (1948)                                                   |
| 01/12/1954        | A Story of Dogs                        |                                | promotion du film La Belle et le Clochard (1955)                                                       |
| 08/12/1954        | Operation Undersea                     |                                | promotion du film Vingt Mille Lieues sous les mers (1954)                                              |
| 15/12/1954        | Davy Crockett - Indian Fighter         | Davy Crockett                  | premier épisode de la série Davy Crockett                                                              |
| 22/12/1954        | 1954 Christmas Show                    |                                | émission spéciale pour Noël                                                                            |
| 29/12/1954        | Cameras in Africa / Beaver Valley      | True-Life Adventures           | extraits de Lions d'Afrique (1955) et La Vallée des castors (1950)                                     |
| 05/01/1955        | Treasure Island                        |                                | Première partie de L'Île au trésor (1950)                                                              |
| 12/01/1955        | Treasure Island                        |                                | Seconde partie de L'Île au trésor (1950)                                                               |
| 19/01/1955        | Monsters of the Deep                   |                                | |
| 26/01/1955        | Davy Crockett Goes to Congress         | Davy Crockett                  | seconde épisode de la série Davy Crockett                                                              |
| 02/02/1955        | Wind in the Willons                    |                                | séquence La Mare aux grenouilles du film Le Crapaud et le Maître d'école (1949)                        |
| 09/02/1955        | A Progress Report / Nature's Half Acre | DisneylandTrue-Life Adventures | présentation de l'avancement du parc Disneyland et La Terre, cette inconnue (Nature's Half Acre, 1951) |
| 16/02/1955        | Cavalcade of Songs                     |                                | Retour sur les grandes chansons de Disney et coup d'œil sur celles de La Belle et le Clochard (1955)   |
| 23/02/1955        | Davy Crockett at the Alamo             | Davy Crockett                  | troisième épisode de la série Davy Crockett                                                            |
| 02/03/1955        | From Aesop to Hans Christian Andersen  |                                | histoire des mythes et contes                                                                          |
| 09/03/1955        | Man in Space                           |                                | |
| 13/07/1955        | Further Report on Disneyland           | Disneyland                     | présentation de l'avancement du parc Disneyland                                                        |

## 2esaison(1955-1956)
| Date de diffusion | Titre                                      | Série                          | Commentaire |
| ----------------- | ------------------------------------------ | ------------------------------ | --- |
| 14/09/1955        | Dumbo                                      |                                | diffusion du film Dumbo (1941)                                                                                 |
| 21/09/1955        | Behind the True-Life Cameras - Olympic Elk | True-Life Adventures           | documentaire et Le Seigneur de la forêt (1952)                                                                 |
| 28/09/1955        | Jiminy Cricket Presents Bongo              |                                | Bongo, roi du cirque, séquence du film Coquin de printemps (1947)                                              |
| 05/10/1955        | Tiburon, Sardinia, Morocco and Icebreakers |                                | |
| 12/10/1955        | Adventures of Mickey Mouse                 |                                | compilation de courts-métrages de Mickey Mouse                                                                 |
| 19/10/1955        | The Story of the Silly Symphony            |                                | extraits des Silly Symphonies                                                                                  |
| 26/10/1955        | The Legend of Sleepy Hollow                |                                | séquence La Légende de la Vallée endormie du film Le Crapaud et le Maître d'école (1949)                       |
| 02/11/1955        | The Story of Robin Hood                    |                                | première partie de Robin des Bois et ses joyeux compagnons (1952)                                              |
| 09/11/1955        | The Story of Robin Hood                    |                                | seconde partie de Robin des Bois et ses joyeux compagnons (1952)                                               |
| 16/11/1955        | Davy Crockett's Keelboat Race              | Davy Crockett                  | premier épisode de la saison 2 de Davy Crockett                                                                |
| 30/11/1955        | The Story of the Animated Drawing          |                                | |
| 07/12/1955        | The Goofy Success Story                    |                                | compilation de courts-métrages de Dingo                                                                        |
| 14/12/1955        | Davy Crockett and the River Pirates        | Davy Crockett                  | second épisode de la saison 2 de Davy Crockett                                                                 |
| 28/12/1955        | Man and the Moon                           |                                | |
| 04/01/1956        | When Knighthood was in Flower              |                                | première partie de La Rose et l'Épée (1953)                                                                    |
| 11/01/1956        | When Knighthood was in Flower              |                                | seconde partie de La Rose et l'Épée (1953)                                                                     |
| 18/01/1956        | A Tribute to Joel Chandler Harris          |                                | consacré à Joel Chandler Harris, auteur des Contes de l'Oncle Rémus, adapté avec le film Mélodie du Sud (1946) |
| 01/02/1956        | A Day in the Life of Donald Duck           |                                | compilation de courts-métrages de Donald Duck                                                                  |
| 08/02/1956        | Survival in Nature                         |                                | |
| 15/02/1956        | Our Unsung Villains                        |                                | |
| 29/02/1956        | A Trip through Adentureland / Water Birds  | DisneylandTrue-Life Adventures | présentation du parc et Les Oiseaux aquatiques (Water Birds, 1952)                                             |
| 07/03/1956        | On Vacation                                |                                | |
| 14/03/1956        | Stormy, the Thoroughbred                   |                                | Stormy, the Thoroughbred with an Inferiority Complex (1954)                                                    |
| 21/03/1956        | The Goofy Sports Story                     |                                | compilation de courts-métrages de Dingo                                                                        |
| 04/04/1956        | Where Do the Stories Come From?            |                                | |
| 30/05/1956        | Behind the Scenes with Fess Parker         |                                | promotion du film L'Infernale Poursuite (1956)                                                                 |

## 3esaison(1956-1957)
| Date de diffusion | Titre                                             | Série                | Commentaire |
| ----------------- | ------------------------------------------------- | -------------------- | --- |
| 12/09/1956        | Antarctica, Past and Present                      |                      | |
| 19/09/1956        | The Great Cat Family                              |                      | |
| 26/09/1956        | Searching for Nature's Mysteries                  |                      | |
| 03/10/1956        | Rob Roy                                           |                      | première partie du film Échec au roi (1953) |
| 10/10/1956        | Rob Roy                                           |                      | seconde partie du film Échec au roi (1953) |
| 17/10/1956        | Goffy's Calvade of Sports                         |                      | compilation de courts-métrages de Dingo |
| 24/10/1956        | Behind the Cameras in Lapland; The Alaskan Eskimo |                      | Lapland et The Alaskan Eskimo de la série People and Places                                                                                         |
| 31/10/1956        | The Plausible Impossible                          |                      | |
| 07/11/1956        | Cameras in Samoa : The Holland Story              |                      | |
| 14/11/1956        | Along the Oregon Trail                            |                      | film conçu pour promouvoir la sortie du film Sur la piste de l'Orégon (1956)                                                                        |
| 21/11/1956        | At Home with Donald Duck                          |                      | compilation de courts-métrages de Donald Duck |
| 12/12/1956        | Pluto's Day                                       |                      | compilation de courts-métrages de Pluto |
| 19/12/1956        | 1956 Christmas Show : A Present for Donald        |                      | version courte du film Les Trois Caballeros (1944)                                                                                                  |
| 16/01/1957        | Your Host, Donald Duck                            |                      | compilation de courts-métrages de Donald Duck |
| 23/01/1957        | Our Friend the Atom                               |                      | |
| 30/01/1957        | All About Magic                                   |                      | |
| 13/02/1957        | The Tricks of Our Trade                           |                      | |
| 27/02/1957        | The Crisler Story: Prowlers of the Everglades     | True-Life Adventures | bande annonce pour le documentaire Le Désert de l'Arctique (1958) puis diffusion de Everglades, monde mystérieux (Prowlers of the Everglades, 1953) |
| 06/03/1957        | Man in Flight                                     |                      | |
| 20/03/1957        | The Goofy Adventure Story                         |                      | compilation de courts-métrages de Dingo |
| 27/03/1957        | Donald's Award                                    |                      | compilation de courts-métrages de Donald Duck |
| 03/04/1957        | Disneyland, the Park and Pecos Bill               | Disneyland           | |
| 10/04/1957        | People of the Desert                              |                      | |
| 17/04/1957        | More About Silly Symphony                         |                      | extraits des Silly Symphonies |
| 01/05/1957        | The Yellowstone Story / Bear Country              | True-Life Adventures | dont Au pays des ours (Bear Country, 1953) |
| 29/05/1957        | The Liberty Story                                 |                      | Franklin et moi (1953) et promotion du film Johnny Tremain (1957)                                                                                   |
| 05/06/1957        | Operation Deepfreeze                              |                      | |

li

## 4esaison(1957-1958)
| Date de diffusion | Titre                                              | Série        | Commentaire |
| ----------------- | -------------------------------------------------- | ------------ | --- |
| 11/09/1957        | Fourth Anniversary Show                            |              | |
| 18/09/1957        | Four Faboulous Character                           |              | avec Johnny Pépin-de-Pomme (1948), The Martins and the Coys (1946), Casey at the Bat (1946) et Casey Bats Again (1954) |
| 25/09/1957        | Adventure in Wildwood Heart                        |              | promotion du film Les Aventures de Perri (1957)                                                                        |
| 02/10/1957        | The Saga of Andy Burnett Andy's Initiation         | Andy Burnett | Premier épisode de la série The Saga of Andy Burnett                                                                   |
| 09/10/1957        | The Saga of Andy Burnett : Andy's First Chore      | Andy Burnett | Second épisode de la série The Saga of Andy Burnett                                                                    |
| 16/10/1957        | The Saga of Andy Burnett : Andy's Love Affair      | Andy Burnett | Troisième épisode de la série The Saga of Andy Burnett                                                                 |
| 23/10/1957        | Duck for Hire                                      |              | |
| 06/11/1957        | Adventures in Fantasy                              |              | |
| 13/11/1957        | To the South Pole for Science                      |              | |
| 20/11/1957        | The Best Doggoned Dog in the World                 |              | promotion du film Fidèle Vagabond                                                                                      |
| 27/11/1957        | How to Relax                                       |              | |
| 04/12/1957        | Mars and Beyond                                    |              | Mars and Beyond incluant le court métrage Cosmic Capers                                                                |
| 11/12/1957        | The Horse of the West                              |              | |
| 01/01/1958        | Faraway Places : High, Hot, and Wet                |              | |
| 08/01/1958        | Saludos Amigos                                     |              | diffusion du film Saludos Amigos (1943)                                                                                |
| 15/01/1958        | Donald's Weekend                                   |              | |
| 22/01/1958        | The Littlest Outlaw                                |              | première partie de La Revanche de Pablito (1955)                                                                       |
| 29/01/1958        | The Littlest Outlaw                                |              | seconde partie de La Revanche de Pablito (1955)                                                                        |
| 26/02/1958        | The Saga of Andy Burnett: Land of the Ennemies     | Andy Burnett | épisode de la série The Saga of Andy Burnett                                                                           |
| 05/03/1958        | The Saga of Andy Burnett: The White Man's Medecine | Andy Burnett | épisode de la série The Saga of Andy Burnett                                                                           |
| 12/03/1958        | The Saga of Andy Burnett: The Big Countdown        | Andy Burnett | épisode de la série The Saga of Andy Burnett                                                                           |
| 19/03/1958        | Magic and Music                                    |              | |
| 09/04/1958        | An Adventure in Magic Kingdom                      | Disneyland   | |
| 16/04/1958        | Four Tales of a Mouse                              |              | compilation de courts-métrages de Mickey Mouse                                                                         |
| 30/04/1958        | An Adventure in Art                                |              | |
| 14/05/1958        | Magic Highway USA                                  |              | |

## 5esaison(1958-1959)
L'émission a été rebaptisée Walt Disney Presents.
| Date de diffusion | Titre                                                           | Série                | Commentaire |
| ----------------- | --------------------------------------------------------------- | -------------------- | --- |
| 12/09/1958        | Davy Crockett - Indian Fighter                                  | Davy Crockett        | rediffusion |
| 19/09/1958        | Davy Crockett Goes to Congresss                                 | Davy Crockett        | rediffusion |
| 26/09/1958        | Davy Crockett at the Alamo                                      | Davy Crockett        | rediffusion |
| 03/10/1958        | The Nines Lives of Elfego Baca                                  | Elfego Baca          | première partie de la série Elfego Baca |
| 10/10/1958        | The Pigeon That Worked a Miracle                                |                      | |
| 17/10/1958        | The Nines Lives of Elfego Baca - Four Down and Five Lives to Go | Elfego Baca          | seconde partie |
| 24/10/1958        | Rusty and the Falcon                                            |                      | |
| 31/10/1958        | Tales of Texas John Slaughter                                   | Texas John Slaughter | première partie |
| 07/11/1958        | His Majesty - The King of Beats                                 | True-Life Adventures | Lions d'Afrique (1955) |
| 14/11/1958        | Tales of Texas John Slaughter - Ambush at Laredo                | Texas John Slaughter | seconde partie |
| 21/11/1958        | The Boston Tea Party                                            |                      | première partie de Johnny Tremain (1957) |
| 28/11/1958        | The Nines Lives of Elfego Baca - Lawman or Gunman               | Elfego Baca          | troisième partie |
| 05/12/1958        | The Shot That Was Heard Around the World                        |                      | seconde partie de Johnny Tremain (1957) |
| 12/12/1958        | The Nines Lives of Elfego Baca - Law and Order, Inc             | Elfego Baca          | quatrième partie, |
| 19/12/1958        | From All of Us to All of You                                    |                      | |
| 09/01/1959        | Killers from Kansas                                             | Texas John Slaughter | troisième partie |
| 16/01/1959        | Niok                                                            |                      | |
| 23/01/1959        | Showdown at Sandoval                                            | Texas John Slaughter | quatrième partie |
| 30/01/1959        | The Peter Tchaikowsky Story                                     |                      | court métrage sur Piotr Ilitch Tchaïkovski et sur la composition du ballet La Belle au bois dormant (1888-1889) et promotion du film La Belle au bois dormant (1959) |
| 06/02/1959        | The Nines Lives of Elfego Baca - Attorney at Law                | Elfego Baca          | cinquième partie |
| 13/02/1959        | Duck Flies Coop                                                 |                      | |
| 20/02/1959        | The Nines Lives of Elfego Baca - The Griswold Murder            | Elfego Baca          | sixième partie |
| 27/02/1959        | The Adventures of Chip'n Dale                                   |                      | Compilation de courts-métrages de Tic et Tac |
| 06/03/1959        | Tales of Texas John Slaughter - The Man from Bitter Creek       | Texas John Slaughter | cinquième partie |
| 13/03/1959        | Highway to Trouble                                              |                      | |
| 20/03/1959        | Tales of Texas John Slaughter - The Slaughter Trail             | Texas John Slaughter | sixième partie |
| 27/03/1959        | Toot, Whistle, Plunk and Boom                                   |                      | diffusion de Les Instruments de musique (1953) |
| 24/04/1959        | The Wetback Hound                                               |                      | |
| 29/05/1959        | I Captured the King of the Leprechauns                          |                      | promotion du film Darby O'Gill et les Farfadets (1959) |

## 6esaison(1959-1960)
| Date de diffusion | Titre                            | Série                | Commentaire                                                 |
| ----------------- | -------------------------------- | -------------------- | ----------------------------------------------------------- |
| 02/10/1959        | A Diamond Is a Boy's Best Friend |                      | première partie de Moochie of the Little League (1959)      |
| 09/10/1959        | Wrong Way Moochie                |                      | seconde partie de Moochie of the Little League (1959)       |
| 16/10/1959        | Killers of the High Country      |                      |                                                             |
| 23/10/1959        | The Birth of the Swamp Fox       | Le Renard des marais | Premier épisode de la série Le Renard des marais            |
| 30/10/1959        | Brother Against Brother          | Le Renard des marais |                                                             |
| 06/11/1959        | Perilous Assignment              |                      | promotion du film Le Troisième Homme sur la montagne (1959) |
| 13/11/1959        | Move Along, Muistangers          | Elfego Baca          |                                                             |
| 20/11/1959        | Mustang Man, Mustang Maid        | Elfego Baca          |                                                             |
| 27/11/1959        | A Storm Called Maria             |                      |                                                             |
| 04/12/1959        | The Robber Stallion              | Texas John Slaughter |                                                             |
| 11/12/1959        | Wild Horse Revenge               | Texas John Slaughter |                                                             |
| 18/12/1959        | Range War Tombstone              | Texas John Slaughter |                                                             |
| 01/01/1960        | Tory Vengeance                   | Le Renard des marais |                                                             |
| 08/01/1960        | Day of Reckoning                 | Le Renard des marais |                                                             |
| 15/01/1960        | Redcoat Strategy                 | Le Renard des marais |                                                             |
| 22/01/1960        | A Case of Treason                | Le Renard des marais |                                                             |
| 29/01/1960        | Wild Burro of the West           |                      |                                                             |
| 05/02/1960        | Two Happy Amigos                 |                      |                                                             |
| 12/02/1960        | Desperado from Tombstone         | Texas John Slaughter |                                                             |
| 19/02/1960        | Apache Friendship                | Texas John Slaughter |                                                             |
| 26/02/1960        | Kentucky Gunslick                | Texas John Slaughter |                                                             |
| 04/03/1960        | Geronimo's Revenge               | Texas John Slaughter |                                                             |
| 11/03/1960        | This is Your Life Donald Duck    |                      | compilation de courts-métrages de Donald Duck               |
| 18/03/1960        | Friendly Enemies at Law          | Elfego Baca          |                                                             |
| 25/03/1960        | Gus Tomlin Is Dead               | Elfego Baca          |                                                             |
| 01/04/1960        | The Mad Hermit of Chimney Butte  |                      |                                                             |

## 7esaison(1960-1961)
| Date de diffusion | Titre                               | Série                          | Commentaire                                                                                          |
| ----------------- | ----------------------------------- | ------------------------------ | --- |
| 02/10/1960        | Davy Crockett's Keelboat Race       | Davy Crockett                  | rediffusion                                                                                          |
| 09/10/1960        | Davy Crockett and the River Pirates | Davy Crockett                  | rediffusion                                                                                          |
| 16/10/1960        | Rapids Ahead / Bear Country         |                                | promotion du film Les Dix Audacieux (1960) et rediffusion de Au pays des ours (Bear Country, 1953)   |
| 30/10/1960        | El Bandido                          | Zorro                          | épisode hors saison de la série Zorro                                                                |
| 06/11/1960        | Adios El Cuchillo                   | Zorro                          | épisode hors saison de la série Zorro                                                                |
| 13/11/1960        | Donald's Silver Anniversary         |                                | compilation de courts-métrages de Donald Duck                                                        |
| 20/11/1960        | The Pee Wees Versus City Hall       |                                | première partie de Moochie of Pop Warner Football (1960)                                             |
| 27/11/1960        | From Ticonderoga to Disneyland      |                                | seconde partie de Moochie of Pop Warner Football (1960)                                              |
| 04/12/1960        | The Warrior's Path                  | Daniel Boone                   | |
| 11/12/1960        | And Chase the Buffalo               | Daniel Boone                   | |
| 18/12/1960        | Escape to Paradise / Water Birds    |                                | promotion du film Les Robinsons des mers du Sud (1960) et Les Oiseaux aquatiques (Water Birds, 1952) |
| 01/01/1961        | The Postponed Wedding               | Zorro                          | |
| 08/01/1961        | A Woman's Courage                   | Le Renard des marais           | |
| 15/01/1961        | Horses for Greene                   | Le Renard des marais           | |
| 22/01/1961        | A Salute to Father                  |                                | |
| 29/01/1961        | The End of the Trail                | Texas John Slaughter           | |
| 05/02/1961        | A Holster Full of Low               | Texas John Slaughter           | |
| 19/02/1961        | Westward Ho, the Wagons!            |                                | première partie du film Sur la piste de l'Orégon (1956)                                              |
| 26/02/1961        | Westward Ho, the Wagons!            |                                | seconde partie du film Sur la piste de l'Orégon (1956)                                               |
| 05/03/1961        | The Coyote's Lament                 |                                | |
| 12/03/1961        | The Wilderness Road                 | Daniel Boone                   | |
| 19/03/1961        | The Promised Land                   | Daniel Boone                   | |
| 26/03/1961        | Man in Flight                       |                                | rediffusion du programme de 1957 avec le tournage de Monte là-d'ssus (1961)                          |
| 02/04/1961        | Auld Acquaintance                   | Zorro                          | |
| 09/04/1961        | Battle for Survival                 |                                | |
| 16/04/1961        | A Trip to Tucson                    | Texas John Slaughter           | |
| 23/04/1961        | Frank Clell's in Town               | Texas John Slaughter           | dernier épisode                                                                                      |
| 30/04/1961        | Flash, the Teenage Otter            |                                | |
| 07/05/1961        | Andrew's Raiders                    |                                | première partie du film L'Infernale Poursuite (1956)                                                 |
| 14/05/1961        | Andrew's Raiders                    |                                | seconde partie du film L'Infernale Poursuite (1956)                                                  |
| 21/05/1961        | Wonders of the Water World          |                                | |
| 28/05/1961        | Disneyland '61 / Olympic Elk        | DisneylandTrue-Life Adventures | promotion du parc et Le Seigneur de la forêt (1952)                                                  |
| 11/06/1961        | Title Makers / Nature's Half Acre   |                                | promotion du film La Fiancée de papa (1961) et Nature's Half Acre (1951)                             |

## 8esaison(1961-1962)
L'émission a été rebaptisée Walt Disney's Wonderful World of Color en changeant de chaîne, passant d'ABC à NBC, de plus la diffusion se fait en couleur.
| Date de diffusion | Titre                                                   | Série            | Commentaire |
| ----------------- | ------------------------------------------------------- | ---------------- | --- |
| 24/09/1961        | An Adventure in Color / Mathmagic Land                  | Ludwig von Drake | présentation par Donald Dingue de la diffusion en couleur puis diffusion de Donald au pays des mathémagiques (1959) |
| 01/10/1961        | The Horsemasters - Follow Your Heart                    |                  | première partie du téléfilm The Horsemasters                                                                        |
| 08/10/1961        | The Horsemasters - Tally Ho                             |                  | deuxième partie du téléfilm The Horsemasters                                                                        |
| 15/10/1961        | Chico, the Misunderstood Coyote                         |                  | |
| 22/10/1961        | The Hunting Instinct                                    | Ludwig von Drake | |
| 05/11/1961        | Inside Donald Duck                                      | Ludwig von Drake | |
| 12/11/1961        | Return of True Son                                      |                  | première partie du film Lueur dans la forêt (1958)                                                                  |
| 19/11/1961        | True Son's Revenge                                      |                  | seconde partie du film Lueur dans la forêt (1958)                                                                   |
| 26/11/1961        | Holiday for Henpecked Husbands                          |                  | |
| 03/12/1961        | A Fire Called Jeremiah                                  |                  | |
| 10/12/1961        | Kids Is Kids                                            | Ludwig von Drake | |
| 17/12/1961        | Backstage Party                                         |                  | promotion du film Babes in Toyland (1961)                                                                           |
| 07/01/1962        | Hans Brinker, or, The Silver Skates                     |                  | première partie de Hans Brinker                                                                                     |
| 14/01/1962        | Hans Brinker                                            |                  | seconde partie de Hans Brinker                                                                                      |
| 21/01/1962        | Sancho the Homing Steer                                 |                  | première partie de Sancho the Homing Steer                                                                          |
| 28/01/1962        | Sancho the Homing Steer                                 |                  | seconde partie de Sancho the Homing Steer                                                                           |
| 04/02/1962        | Fantasy on Skis                                         |                  | |
| 18/02/1962        | Comanche                                                |                  | première partie de Tonka, cheval sauvage (1958)                                                                     |
| 25/02/1962        | Comanche                                                |                  | seconde partie de Tonka (1958)                                                                                      |
| 04/03/1962        | Carnival Time                                           |                  | |
| 11/03/1962        | The Prince and the Pauper: The Pauper King              |                  | première partie du téléfilm Le Prince et le Pauvre, adaptation de Le Prince et le Pauvre de Mark Twain              |
| 18/03/1962        | The Prince and the Pauper: The Merciful Law of the King |                  | seconde partie du téléfilm The Prince and the Pauper                                                                |
| 25/03/1962        | The Prince and the Pauper: Long Live the Rightful King  |                  | troisième partie du téléfilm The Prince and the Pauper                                                              |
| 01/04/1962        | Spy in the Sky                                          |                  | promotion du film Un pilote dans la Lune (1962) et court-métrage Eyes in Outer Space (1959)                         |
| 08/08/1962        | Von Drake in SPain                                      | Ludwig von Drake | |
| 15/04/1962        | Disneyland After Dark                                   |                  | |
| 27/07/1962        | The Wetback Hound                                       |                  | court-métrage The Wetback Hound (1957) et promotion du film Compagnon d'aventure (1962)                             |

## 9esaison(1962-1963)
| Date de diffusion | Titre                            | Série            | Commentaire                                                                                |
| ----------------- | -------------------------------- | ---------------- | ------------------------------------------------------------------------------------------ |
| 23/09/1962        | The Golden Horseshoe Revue       |                  | enregistrement du spectacle Golden Horseshoe Revue de Disneyland                           |
| 30/09/1962        | Escapade in Florence             |                  | première partie du téléfilm Escapade in Florence avec Annette Funicello                    |
| 07/10/1962        | Escapade in Florence             |                  | seconde partie du téléfilm Escapade in Florence                                            |
| 14/10/1962        | The Silver Fox and Sam Davenport |                  |                                                                                            |
| 21/10/1962        | Man is His Own Worst Enemy       | Ludwig von Drake |                                                                                            |
| 28/10/1962        | Sammy, the Way-Out Seal          |                  | première partie du téléfilm Sammy, the Way-Out Seal                                        |
| 04/11/1962        | Sammy, the Way-Out Seal          |                  | seconde partie du téléfilm Sammy, the Way-Out Seal                                         |
| 18/11/1962        | The Magnificent Rebel            |                  | première partie du téléfilm The Magnificent Rebel                                          |
| 25/11/1962        | The Magnificent Rebel            |                  | seconde partie du téléfilm The Magnificent Rebel                                           |
| 02/12/1962        | The Mooncussers                  |                  | première partie                                                                            |
| 09/12/1962        | The Mooncussers                  |                  | seconde partie                                                                             |
| 16/12/1962        | Hurricane Hannah                 |                  |                                                                                            |
| 23/12/1962        | Holiday Time at Disneyland       |                  | émission spéciale au parc Disneyland                                                       |
| 06/01/1963        | Three Tall Tales                 |                  | séquence Casey at the Bat (1946), Paul Bunyan (1958) et The Saga of Windwagon Smith (1961) |
| 13/01/1963        | Little Dog Lost                  |                  |                                                                                            |
| 20/01/1963        | Johnny Shiloh                    |                  | première partie du téléfilm Johnny Shiloh                                                  |
| 27/01/1963        | Johnny Shiloh                    |                  | seconde partie du téléfilm Johnny Shiloh                                                   |
| 03/02/1963        | Greta the Misfit Greyhound       |                  |                                                                                            |
| 10/02/1963        | Inside Outer Space               | Ludwig von Drake |                                                                                            |
| 17/02/1963        | Banner in the Sky                |                  | première partie du film Le Troisième Homme sur la montagne (1959)                          |
| 24/02/1963        | Banner in the Sky                |                  | seconde partie du film Le Troisième Homme sur la montagne (1959)                           |
| 03/03/1963        | Square Peg in a Round Hole       | Ludwig von Drake |                                                                                            |
| 10/03/1963        | The Horse with the Flying Tail   |                  |                                                                                            |
| 17/03/1963        | Kidnapped                        |                  | première partie de L'Enlèvement de David Balfour (1960)                                    |
| 24/03/1963        | Kidnapped                        |                  | seconde partie de L'Enlèvement de David Balfour (1960)                                     |

## 10esaison(1963-1964)
| Date de diffusion | Titre                                   | Série                | Commentaire                                                                                                  |
| ----------------- | --------------------------------------- | -------------------- | --- |
| 29/09/1963        | The Horse Without a Head                |                      | première partie du téléfilm L'Affaire du cheval sans tête                                                    |
| 06/10/1963        | The Horse Without a Head                |                      | seconde partie du téléfilm L'Affaire du cheval sans tête                                                     |
| 13/10/1963        | Fly with Von Drake                      | Ludwig Von Drake     | avec des extraits de Victoire dans les airs (1943)                                                           |
| 20/10/1963        | The Wahoo Bobcat                        |                      | |
| 27/10/1963        | The Waltz King                          |                      | première partie                                                                                              |
| 03/11/1963        | The Waltz King                          |                      | seconde partie                                                                                               |
| 17/11/1963        | The Truth About Mother Goose            | Ludwig Von Drake     | version allongée du court-métrage The Truth About Mother Goose (1957) présentée par Donald Dingue            |
| 24/11/1963        | The Hound That Thought He Was a Raccoon |                      | The Hound That Thought He Was a Raccoon (1960)                                                               |
| 01/12/1963        | Pollyanna                               |                      | première partie du film Pollyanna (1960)                                                                     |
| 08/12/1963        | Pollyanna                               |                      | seconde partie du film Pollyanna (1960)                                                                      |
| 15/12/1963        | Pollyanna                               |                      | troisième partie du film Pollyanna (1960)                                                                    |
| 05/01/1964        | The Ballad of Hector, the Stowaway Dog  |                      | première partie                                                                                              |
| 12/01/1964        | The Ballad of Hector, the Stowaway Dog  |                      | seconde partie                                                                                               |
| 19/01/1964        | Mediterranean Cruise                    | Ludwig Von Drake     | |
| 26/01/1964        | Bristle Face                            |                      | première partie                                                                                              |
| 02/02/1964        | Bristle Face                            |                      | seconde partie                                                                                               |
| 09/02/1964        | The Scarecrow of Romney Marsh           | L'Épouvantail        | premier des trois épisodes de la série L'Épouvantail                                                         |
| 16/02/1964        | The Scarecrow of Romney Marsh           | L'Épouvantail        | seconde épisode de la série L'Épouvantail                                                                    |
| 23/02/1964        | The Scarecrow of Romney Marsh           | L'Épouvantail        | troisième épisode de la série L'Épouvantail                                                                  |
| 01/031964/        | Legend of Two Gypsy Dogs                |                      | |
| 08/03/1964        | For the Love of Willadean               |                      | première partie du téléfilm For the Love of Willadean                                                        |
| 15/03/1964        | For the Love of Willadean               |                      | seconde partie du téléfilm For the Love of Willadean                                                         |
| 22/03/1964        | In Shape with Von Drake                 | Ludwig Von Drake     | |
| 29/03/1964        | Greyfriars Bobby                        |                      | première partie du film Bobby des Greyfriars (1961)                                                          |
| 05/04/1964        | Greyfriars Bobby                        |                      | seconde partie du film Bobby des Greyfriars (1961)                                                           |
| 12/04/1964        | Jungle Cat                              | True-Life Adventures | Le Jaguar, seigneur de l'Amazone (1960)                                                                      |
| 17/05/1964        | Disneyland Goes to the World's Fair     | Disneyland           | promotion du parc et de la participation de WED Entreprises à la Foire internationale de New York 1964-1965. |

## 11esaison(1964-1965)
| Date de diffusion | Titre                                  | Série                  | Commentaire                                                   |
| ----------------- | -------------------------------------- | ---------------------- | ------------------------------------------------------------- |
| 20/09/1964        | The Hound That Tought He Was a Raccoon |                        |                                                               |
| 27/09/1964        | Nikki, Wild Dog of the North           | Docu-fiction animalier | première partie du documentaire Nomades du Nord (1961)        |
| 04/10/1964        | Nikki, Wild Dog of the North           | Docu-fiction animalier | seconde partie du documentaire Nomades du Nord (1961)         |
| 11/10/1964        | A Rag, A Bone, a Box of Junk           | Ludwig von Drake       |                                                               |
| 18/10/1964        | The Tenderfoot                         |                        | première partie du téléfilm The Tenderfoot (1964)             |
| 25/10/1964        | The Tenderfoot                         |                        | seconde partie du téléfilm The Tenderfoot (1964)              |
| 01/11/1964        | The Tenderfoot                         |                        | troisième partie du téléfilm The Tenderfoot (1964)            |
| 08/11/1964        | One Day at Teton Marsh                 |                        |                                                               |
| 15/11/1964        | Ben and Me / Peter and the Wolf        |                        | Franklin et moi (1953) et Pierre et le Loup (1946)            |
| 22/11/1964        | Toby Tyler                             |                        | première partie du film Le Clown et l'Enfant (1960)           |
| 29/11/1964        | Toby Tyler                             |                        | seconde partie du film Le Clown et l'Enfant (1960)            |
| 06/12/1964        | Big Red                                |                        | première partie du film Compagnon d'aventure (1962)           |
| 13/12/1964        | Big Red                                |                        | seconde partie du film Compagnon d'aventure (1962)            |
| 03/01/1965        | Disneyland's 10th Anniversary          | Disneyland             | Émission spéciale pour le 10e anniversaire du parc Disneyland |
| 10/01/1965        | Ida the Offbeat Eagle                  |                        |                                                               |
| 24/01/1965        | Gallegher                              | Gallegher              | premier épisode de la série Gallegher, première saison        |
| 31/01/1965        | Gallegher                              | Gallegher              | second épisode de la série Gallegher                          |
| 07/02/1965        | Gallegher                              | Gallegher              | troisième épisode de la série Gallegher                       |
| 21/02/1965        | An Otter in the Family                 |                        |                                                               |
| 28/02/1965        | Almost Angels                          |                        | première partie du film Presque des anges (1962)              |
| 07/03/1965        | Almost Angels                          |                        | seconde partie du film Presque des anges (1962)               |
| 14/03/1965        | Kilroy                                 |                        | première partie de la mini-série Kilroy                       |
| 21/03/1965        | Kilroy                                 |                        | seconde partie de la mini-série Kilroy                        |
| 28/03/1965        | Kilroy                                 |                        | troisième partie de la mini-série Kilroy                      |
| 04/04/1965        | Kilroy                                 |                        | quatrième partie de la mini-série Kilroy                      |

## 12esaison(1965-1966)
| Date de diffusion | Titre                             | Série            | Commentaire                                                                              |
| ----------------- | --------------------------------- | ---------------- | ---------------------------------------------------------------------------------------- |
| 19/09/1965        | Yellowstone Cubs                  |                  |                                                                                          |
| 26/09/1965        | Further Adventures of Gallegher   | Gallegher        | premier épisode de Further Adventures of Gallegher, seconde saison de la série Gallegher |
| 03/10/1965        | Further Adventures of Gallegher   | Gallegher        | second épisode de Further Adventures of Gallegher                                        |
| 10/10/1965        | Further Adventures of Gallegher   | Gallegher        | troisième épisode de Further Adventures of Gallegher                                     |
| 17/10/1965        | The Flight of the White Stallions |                  | première partie du film Le Grand Retour (1963)                                           |
| 24/10/1965        | The Flight of the White Stallions |                  | seconde partie du film Le Grand Retour (1963)                                            |
| 07/11/1965        | Minado the Wolverine              |                  |                                                                                          |
| 14/11/1965        | The Three Lives of Thomasina      |                  | première partie du film Les Trois Vies de Thomasina (1964)                               |
| 21/11/1965        | The Three Lives of Thomasina      |                  | seconde partie du film Les Trois Vies de Thomasina (1964)                                |
| 28/11/1965        | The Three Lives of Thomasina      |                  | troisième partie du film Les Trois Vies de Thomasina (1964)                              |
| 05/12/1965        | Summer Magic                      |                  | première partie du film L'Été magique (1963)                                             |
| 12/12/1965        | Summer Magic                      |                  | seconde partie du film L'Été magique (1963)                                              |
| 19/12/1965        | A Country Coyote Goes Hollywood   |                  |                                                                                          |
| 16/01/1966        | Moon Pilot                        |                  | première partie du film Un pilote dans la Lune (1962)                                    |
| 23/01/1966        | Moon Pilot                        |                  | seconde partie du film Un pilote dans la Lune (1962)                                     |
| 30/01/1966        | Music for Everybody               | Ludwig Von Drake |                                                                                          |
| 13/02/1966        | The Legend of Young Dick Turpin   |                  | première partie du téléfilm The Legend of Young Dick Turpin                              |
| 20/02/1966        | The Legend of Young Dick Turpin   |                  | seconde partie du téléfilm The Legend of Young Dick Turpin                               |
| 27/02/1966        | Ballerina                         |                  | première partie                                                                          |
| 06/03/1966        | Ballerina                         |                  | seconde partie                                                                           |
| 13/03/1966        | Run, Light Buck, Run              |                  |                                                                                          |
| 20/03/1966        | A Tiger Walks                     |                  | première partie du film Les Pas du tigre (1964)                                          |
| 27/03/1966        | A Tiger Walks                     |                  | seconde partie du film Les Pas du tigre (1964)                                           |
| 10/04/1966        | Concho, the Coyote Who Wasn't     |                  |                                                                                          |

## 13esaison(1966-1967)
| Date de diffusion | Titre                         | Série            | Commentaire                                                                                                |
| ----------------- | ----------------------------- | ---------------- | --- |
| 11/09/1966        | Emil and the Detectives       |                  | première partie du film Émile et les Détectives (1964)                                                     |
| 18/09/1966        | Emil and the Detectives       |                  | seconde partie du film Émile et les Détectives (1964)                                                      |
| 25/09/1966        | The Legend of El Blanco       |                  | |
| 02/10/1966        | Savage Sam                    |                  | |
| 09/10/1966        | Savage Sam                    |                  | |
| 16/10/1966        | 101 Problems of Hercules      |                  | |
| 23/10/1966        | Gallegher Goes West           | Gallegher        | premier épisode de Gallegher Goes West, troisième saison de la série Gallegher                             |
| 30/10/1966        | Gallegher Goes West           | Gallegher        | seconde épisode de Gallegher Goes West                                                                     |
| 13/11/1966        | Ranger's Guide to Nature      |                  | |
| 20/11/1966        | The Moon-Spinners             |                  | première partie du film La Baie aux émeraudes (1964)                                                       |
| 27/11/1966        | The Moon-Spinners             |                  | seconde partie du film La Baie aux émeraudes (1964)                                                        |
| 04/12/1966        | The Moon-Spinners             |                  | troisième partie du film La Baie aux émeraudes (1964)                                                      |
| 11/12/1966        | Joker, the Amiable Ocelot     |                  | |
| 18/12/1966        | Disneyland Around the Seasons | Disneyland       | comprenant une présentation de Walt Disney World Resort et diffusée 3 jours après le décès de Walt Disney. |
| 08/01/1967        | Willie and the Yank           |                  | première partie                                                                                            |
| 15/01/1967        | Willie and the Yank           |                  | seconde partie                                                                                             |
| 22/01/1967        | Willie and the Yank           |                  | troisième partie                                                                                           |
| 05/12/1967        | Gallegher Goes West           | Gallegher        | troisième épisode de Gallegher Goes West                                                                   |
| 12/02/1967        | Gallegher Goes West           | Gallegher        | quatrième épisode de Gallegher Goes West                                                                   |
| 19/02/1967        | The Boy Who Flew with Condors |                  | |
| 05/03/1967        | Atta Girl, Kelly              |                  | premier épisode K for Kelly                                                                                |
| 12/03/1967        | Atta Girl, Kelly              |                  | second épisode Dog of Destiny                                                                              |
| 19/03/1967        | Atta Girl, Kelly              |                  | troisième épisode Love Is Blind                                                                            |
| 26/03/1967        | Man on Wheels                 |                  | |
| 02/04/1967        | A Salute to Alaska            | Ludwig von Drake | |

## 14esaison(1967-1968)
L'émission a été rebaptisée The Wonderful World of Disney à la suite du décès de Walt Disney en décembre 1966.
| Date de diffusion | Titre                                                      | Série      | Commentaire |
| ----------------- | ---------------------------------------------------------- | ---------- | --- |
| 10/09/1967        | The Tattooed Police Horse                                  |            | |
| 17/09/1967        | The Not So Lonely Lighthouse Keeper                        |            | |
| 24/09/1967        | How the West Was Lost                                      |            | |
| 01/10/1967        | The Fighting Prince of Donegal                             |            | première partie du film Le Prince Donegal (1966) |
| 08/10/1967        | The Fighting Prince of Donegal                             |            | seconde partie du film Le Prince Donegal (1966) |
| 15/10/1967        | The Fighting Prince of Donegal                             |            | troisième partie du film Le Prince Donegal (1966) |
| 22/10/1967        | Run, Appaloosa, Run                                        |            | moyen métrage Rodéo fantastique (1966) |
| 19/11/1967        | One Day on Beetle Rock                                     |            | |
| 26/11/1967        | The Monkey's Uncle                                         |            | première partie du film Un neveu studieux (1965) |
| 03/12/1967        | The Monkey's Uncle                                         |            | seconde partie du film Un neveu studieux (1965) |
| 10/12/1967        | A Boy Called Nuthin'                                       |            | première partie |
| 17/12/1967        | A Boy Called Nuthin'                                       |            | seconde partie |
| 07/01/1968        | Way Down Cellar                                            |            | première partie |
| 14/01/1968        | Way Down Cellar                                            |            | seconde partie |
| 21/01/1968        | From the Pirates of the Caribbean to the World of Tomorrow | Disneyland | présentation des nouvelles attractions de Disneyland dont la zone New Orleans Square avec Pirates of the Caribbean et la rénovation de Tomorrowland. |
| 28/01/1968        | Pablo and the Dancing Chihuah                              |            | première partie |
| 04/02/1968        | Pablo and the Dancing Chihuah                              |            | seconde partie |
| 11/02/1968        | My Family Is a Menagerie                                   |            | |
| 25/02/1968        | The Young Loner                                            |            | première partie |
| 03/03/1968        | The Young Loner                                            |            | seconde partie |
| 10/03/1968        | Wild Heart                                                 |            | |
| 17/03/1968        | The Ranger of Brownstone                                   |            | série de court métrage avec l'ours Nicodème et le Gardien Lanature                                                                                   |
| 31/03/1968        | The Mystery of Edward Sims                                 | Gallegher  | première partie du téléfilm The Mystery of Edward Sims prolongeant la série Gallegher                                                                |
| 07/04/1968        | The Mystery of Edward Sims                                 | Gallegher  | seconde partie du téléfilm The Mystery of Edward Sims                                                                                                |
| 14/04/1968        | Ten Who Dared                                              |            | version écourtée pour la télévision de Les Dix Audacieux (1960)                                                                                      |
| 28/04/1968        | Nature's Charter Tours                                     |            | |

## 15esaison(1968-1969)
| Date de diffusion | Titre                               | Série | Commentaire                                                  |
| ----------------- | ----------------------------------- | ----- | ------------------------------------------------------------ |
| 15/09/1968        | The Legend of the Boy and the Eagle |       | The Legend of the Boy and the Eagle (1967)                   |
| 22/09/1968        | Boomerang, Dog of Many Talents      |       | Première partie                                              |
| 29/09/1968        | Boomerang, Dog of Many Talents      |       | Seconde partie                                               |
| 06/10/1968        | Pacifically Peeking                 |       |                                                              |
| 27/10/1968        | Brimstone, the Amish Horse          |       |                                                              |
| 03/11/1968        | The Ugly Dachshund                  |       | Première partie du film Quatre Bassets pour un danois (1966) |
| 10/11/1968        | The Ugly Dachshund                  |       | Seconde partie du film Quatre Bassets pour un danois (1966)  |
| 24/11/1968        | The Treasure of San Bosco Reef      |       | Première partie du téléfilm The Treasure of San Bosco Reef   |
| 01/12/1968        | The Treasure of San Bosco Reef      |       | Seconde partie du téléfilm The Treasure of San Bosco Reef    |
| 15/12/1968        | The Owl That Didn't Give a Hoot     |       |                                                              |
| 22/12/1968        | The Mickey Mouse Anniversary Show   |       |                                                              |
| 05/01/1969        | Solomon, the Sea Turtle             |       |                                                              |
| 12/01/1969        | Those Calloways                     |       | Première partie du film Calloway le trappeur (1965)          |
| 19/01/1969        | Those Calloways                     |       | Seconde partie du film Calloway le trappeur (1965)           |
| 26/01/1969        | Those Calloways                     |       | Troisième partie du film Calloway le trappeur (1965)         |
| 02/02/1969        | Pancho, the Fastest Paw in the West |       |                                                              |
| 09/02/1969        | The Secret of Boyne Castle          |       | Première partie du film Guns in the Heather (1969)           |
| 16/02/1969        | The Secret of Boyne Castle          |       | Seconde partie du film Guns in the Heather (1969)            |
| 23/02/1969        | The Secret of Boyne Castle          |       | Troisième partie du film Guns in the Heather (1969)          |
| 02/03/1969        | Nature's Better Built Homes         |       |                                                              |
| 16/03/1969        | Ride a Northbound Horse             |       | Première partie                                              |
| 23/03/1969        | Ride a Northbound Horse             |       | Seconde partie                                               |

## 16esaison(1969-1970)
| Date de diffusion | Titre                        | Série      | Commentaire                                                     |
| ----------------- | ---------------------------- | ---------- | --------------------------------------------------------------- |
| 14/09/1969        | Wild Geese Calling           |            |                                                                 |
| 21/09/1969        | My Dog, the Thief            |            | Première partie                                                 |
| 28/09/1969        | My Dog, the Thief            |            | Seconde partie                                                  |
| 26/10/1969        | The Feather Farm             |            |                                                                 |
| 02/11/1969        | Charlie, the Lonesome Cougar |            | Première partie du film-documentaire Charlie, le couguar (1967) |
| 09/11/1969        | Charlie, the Lonesome Cougar |            | Seconde partie du film-documentaire Charlie, le couguar (1967)  |
| 16/11/1969        | Varda, the Peregrine Falcon  |            |                                                                 |
| 23/11/1969        | Secrets of Pirates Inn       |            | Première partie                                                 |
| 30/11/1969        | Secrets of Pirates Inn       |            | Seconde partie                                                  |
| 07/12/1969        | Inky the Crow                |            |                                                                 |
| 21/12/1969        | Babes in Toyland             |            | Première partie du film Babes in Toyland (1961)                 |
| 28/12/1969        | Babes in Toyland             |            | Seconde partie du film Babes in Toyland (1961)                  |
| 11/01/1970        | Bon voyage !                 |            | Première partie du film Bon voyage ! (1962)                     |
| 18/01/1970        | Bon voyage !                 |            | Seconde partie du film Bon voyage ! (1962)                      |
| 25/01/1970        | Bon voyage !                 |            | Troisième partie du film Bon voyage ! (1962)                    |
| 01/02/1970        | Smoke                        |            | Première partie                                                 |
| 08/02/1970        | Smoke                        |            | Seconde partie                                                  |
| 01/03/1970        | Menace on the Mountain       |            | Première partie                                                 |
| 08/03/1970        | Menace on the Mountain       |            | Seconde partie                                                  |
| 22/03/1970        | Disneyland Showtime          | Disneyland | sur l'ouverture de l'attraction Haunted Mansion                 |

## 17esaison(1970-1971)
| Date de diffusion | Titre                                          | Série | Commentaire                                                    |
| ----------------- | ---------------------------------------------- | ----- | -------------------------------------------------------------- |
| 13/09/1970        | Christobalito, the Calypso Colt                |       |                                                                |
| 20/09/1970        | The Boy Who Stole the Elephant                 |       | Première partie                                                |
| 27/09/1970        | The Boy Who Stole the Elephant                 |       | Seconde partie                                                 |
| 18/10/1970        | The Wacky Zoo of Morgan City                   |       | Première partie                                                |
| 25/10/1970        | The Wacky Zoo of Morgan City                   |       | Seconde partie                                                 |
| 01/11/1970        | Snow Bear                                      |       | Première partie                                                |
| 08/11/1970        | Snow Bear                                      |       | Seconde partie                                                 |
| 15/11/1970        | Monkeys, Go Home!                              |       | Première partie du film Rentrez chez vous, les singes ! (1967) |
| 22/11/1970        | Monkeys, Go Home!                              |       | Seconde partie du film Rentrez chez vous, les singes ! (1967)  |
| 29/11/1970        | Hang Your Hat on the Wind                      |       |                                                                |
| 13/12/1970        | It's Tough to Be a Bird                        |       | C'est pas drôle d'être un oiseau (1969)                        |
| 20/12/1970        | From All of Us to All of You #4                |       |                                                                |
| 03/01/1971        | Three Without Fear                             |       |                                                                |
| 10/01/1971        | Three Without Fear: Lost on the Baja Peninsula |       |                                                                |
| 17/01/1971        | The Adventures of Bullwhip Griffin             |       | Première partie du film L'Honorable Griffin (1967)             |
| 27/01/1971        | The Adventures of Bullwhip Griffin             |       | Seconde partie du film L'Honorable Griffin (1967)              |
| 31/01/1971        | The Adventures of Bullwhip Griffin             |       | Troisième partie du film L'Honorable Griffin (1967)            |
| 07/02/1971        | Bayou Boy                                      |       | Première partie du film The Boy from Dead Man's Bayou (1971)   |
| 14/02/1971        | Bayou Boy                                      |       | Seconde partie du film The Boy from Dead Man's Bayou (1971)    |

## 18esaison(1971-1972)
| Date de diffusion | Titre                                  | Série | Commentaire                                                                    |
| ----------------- | -------------------------------------- | ----- | ------------------------------------------------------------------------------ |
| 19/09/1971        | Charlie Crowfoot and the Coati Mundi   |       |                                                                                |
| 26/09/1971        | Hacksaw                                |       | Première partie                                                                |
| 03/10/1971        | Hacksaw                                |       | Seconde partie                                                                 |
| 31/10/1971        | Strange Monster of Strawberry Cove     |       | Première partie                                                                |
| 01/11/1971        | Strange Monster of Strawberry Cove     |       | Seconde partie                                                                 |
| 14/11/1971        | The Horse in the Gray Flannel Suit     |       | Première partie du film Le Cheval aux sabots d'or (1968)                       |
| 21/11/1971        | The Horse in the Gray Flannel Suit     |       | Seconde partie du film Le Cheval aux sabots d'or (1968)                        |
| 28/11/1971        | Lefty, the Dingaling Lynx              |       |                                                                                |
| 19/12/1971        | Disney on Parade                       |       | Diffusion d'un spectacle Disney on Parade enregistré à Adélaïde en Australie   |
| 09/01/1972        | Mountain Born                          |       |                                                                                |
| 23/01/1972        | The Family Band                        |       | Première partie du film The One and Only, Genuine, Original Family Band (1969) |
| 30/01/1972        | The Family Band                        |       | Seconde partie du film The One and Only, Genuine, Original Family Band (1969)  |
| 06/02/1972        | Justin Morgan Had a Horse              |       | Première partie du film Le Cheval de Justin Morgan                             |
| 13/02/1972        | Justin Morgan Had a Horse              |       | Seconde partie                                                                 |
| 20/02/1972        | The City Fox                           |       |                                                                                |
| 19/03/1972        | Chango, Guardian of the Mayan Treasure |       |                                                                                |
| 26/03/1972        | Michael O'Hara the Fourth              |       | Première partie                                                                |
| 02/04/1972        | Michael O'Hara the Fourth              |       | Seconde partie                                                                 |
| 09/04/1972        | Dad, Can I Borrow the Car              |       |                                                                                |

## 19esaison(1972-1973)
| Date de diffusion | Titre                                 | Série | Commentaire                                          |
| ----------------- | ------------------------------------- | ----- | ---------------------------------------------------- |
| 17/09/1972        | The Computer Wore Tennis Shoes        |       | Première partie du film L'Ordinateur en folie (1969) |
| 24/09/1972        | The Computer Wore Tennis Shoes        |       | Seconde partie du film L'Ordinateur en folie (1969)  |
| 01/10/1972        | The Nashville Coyote                  |       |                                                      |
| 22/10/1972        | The High Flying Spy                   |       | Première partie                                      |
| 29/10/1972        | The High Flying Spy                   |       | Seconde partie                                       |
| 06/11/1972        | The High Flying Spy                   |       | Troisième partie                                     |
| 19/11/1972        | Nosey, the Sweetest Skunk in the West |       |                                                      |
| 26/11/1972        | Chandar, the Black Leopard of Ceylon  |       | Première partie                                      |
| 03/12/1972        | Chandar, the Black Leopard of Ceylon  |       | Seconde partie                                       |
| 17/12/1972        | Salty, the Hijacked Harbor Seal       |       |                                                      |
| 07/01/1973        | The Mystery of Dracula's Castle       |       | Première partie                                      |
| 14/01/1973        | The Mystery of Dracula's Castle       |       | Seconde partie                                       |
| 21/01/1973        | Fifty Happy Years                     |       |                                                      |
| 11/02/1973        | Rascal                                |       | Première partie du film Un raton nommé Rascal (1969) |
| 18/02/1973        | Rascal                                |       | Seconde partie du film Un raton nommé Rascal (1969)  |
| 04/03/1973        | Chester, Yesterday's Horse            |       |                                                      |
| 11/03/1973        | The Little Shepherd Dog of Catalina   |       |                                                      |
| 18/03/1973        | The Boy and the Bronc Buster          |       | Première partie                                      |
| 25/03/1973        | The Boy and the Bronc Buster          |       | Seconde partie                                       |
| 01/04/1973        | Call It Courage                       |       |                                                      |

## 20esaison(1973-1974)
| Date de diffusion | Titre                                    | Série        | Commentaire                                           |
| ----------------- | ---------------------------------------- | ------------ | ----------------------------------------------------- |
| 16/09/1973        | The Barefoot Executive                   |              | Première partie du film Un singulier directeur (1971) |
| 23/09/1973        | The Barefoot Executive                   |              | Seconde partie du film Un singulier directeur (1971)  |
| 30/09/1973        | Fire on Kelly Mountain                   |              |                                                       |
| 07/10/1973        | Mustang                                  |              | Première partie                                       |
| 14/10/1973        | Mustang                                  |              | Seconde partie                                        |
| 27/10/1973        | King of the Grizzlies                    |              | Première partie du film Le Roi des grizzlis (1970)    |
| 04/11/1973        | King of the Grizzlies                    |              | Seconde partie du film Le Roi des grizzlis (1970)     |
| 25/11/1973        | Run, Cougar, Run                         |              | Première partie du film Cours, couguar, cours (1972)  |
| 02/12/1973        | Run, Cougar, Run                         |              | Seconde partie du film Cours, couguar, cours (1972)   |
| 19/12/1973        | The Proud Bird from Shanghai             |              |                                                       |
| 06/01/1974        | The Whiz Kid and the Mystery at Riverton | The Whiz Kid | Première partie                                       |
| 13/01/1974        | The Whiz Kid and the Mystery at Riverton | The Whiz Kid | Seconde partie                                        |
| 20/01/1974        | Hog Wild                                 |              | Première partie                                       |
| 03/02/1974        | Hog Wild                                 |              | Seconde partie                                        |
| 03/03/1974        | Ringo, the Refugee Raccoon               |              |                                                       |
| 10/03/1974        | Diamonds on Wheels                       |              | Première partie                                       |
| 17/03/1974        | Diamonds on Wheels                       |              | Seconde partie                                        |
| 24/03/1974        | Diamonds on Wheels                       |              | Troisième partie                                      |

## 21esaison(1974-1975)
| Date de diffusion | Titre                               | Série | Commentaire                                          |
| ----------------- | ----------------------------------- | ----- | ---------------------------------------------------- |
| 08/09/1974        | The Million Dollar Duck             |       | Première partie du film La Cane aux œufs d'or (1971) |
| 15/09/1974        | The Million Dollar Duck             |       | Seconde partie du film La Cane aux œufs d'or (1971)  |
| 29/09/1974        | Shokee, the Everglades Panther      |       |                                                      |
| 06/10/1974        | Return of the Big Cat               |       | Première partie                                      |
| 13/10/1974        | Return of the Big Cat               |       | Seconde partie                                       |
| 20/10/1974        | Two Against the Arctic              |       | Première partie                                      |
| 27/10/1974        | Two Against the Arctic              |       | Seconde partie                                       |
| 03/11/1974        | Adventure in Satan's Canyon         |       |                                                      |
| 01/12/1974        | Runaway on the Rogue River          |       |                                                      |
| 08/12/1974        | Stub, the Best Cow Dog in the World |       |                                                      |
| 19/01/1975        | The Sky's the Limit                 |       | Première partie                                      |
| 26/01/1975        | The Sky's the Limit                 |       | Seconde partie                                       |
| 23/02/1975        | Wild Country                        |       | Première partie du film Le Pays sauvage (1971)       |
| 02/03/1975        | Wild Country                        |       | Seconde partie du film Le Pays sauvage (1971)        |
| 09/03/1975        | The Footloose Goose                 |       |                                                      |
| 16/03/1975        | Deacon, the High Noon Dog           |       |                                                      |
| 23/03/1975        | Welcome to the World                |       |                                                      |

## 22esaison(1975-1976)
| Date de diffusion | Titre                               | Série        | Commentaire                                                                                                  |
| ----------------- | ----------------------------------- | ------------ | --- |
| 14/09/1975        | The Boy Who Talked to Badgers       |              | Première partie du film The Boy Who Talked to Badgers (1975), adapté du livre La Rencontre d'Allan W. Eckert |
| 21/09/1975        | The Boy Who Talked to Badgers       |              | Seconde partie                                                                                               |
| 28/09/1975        | The Outlaw Cats of Colossal Cave    |              | |
| 05/10/1975        | The Secret of the Pond              |              | Première partie                                                                                              |
| 12/10/1975        | The Secret of the Pond              |              | Seconde partie                                                                                               |
| 19/10/1975        | Seems There Was This Moose          |              | |
| 26/10/1975        | Now You See Him, Now You Don't      |              | Version télévisée du film Pas vu, pas pris (1972)                                                            |
| 02/11/1975        | Napoleon and Samantha               |              | Version télévisée du film Napoléon et Samantha (1972)                                                        |
| 04/01/1976        | Twister, Bull from the Sky          |              | |
| 11/01/1976        | The Whiz Kid and the Carnival Caper | The Whiz Kid | Première partie                                                                                              |
| 18/01/1976        | The Whiz Kid and the Carnival Caper | The Whiz Kid | Seconde partie                                                                                               |
| 01/02/1976        | The Bears and I                     |              | Première partie du film Mes amis les ours (1974)                                                             |
| 08/02/1976        | The Bears and I                     |              | Seconde partie du film Mes amis les ours (1974)                                                              |
| 15/02/1976        | Superdad                            |              | Première partie du film Superdad (1973)                                                                      |
| 22/02/1976        | Superdad                            |              | Seconde partie du film Superdad (1973)                                                                       |
| 29/02/1976        | The Survival of Sam the Pelican     |              | |
| 14/03/1976        | The Flight of the Grey Wolf         |              | Première partie, inspiré du livre de Mel Ellis                                                               |
| 21/03/1976        | The Flight of the Grey Wolf         |              | Seconde partie                                                                                               |
| 16/03/1976        | The Parent Trap                     |              | Version télévisée du film La Fiancée de papa (1961)                                                          |

## 23esaison(1976-1977)
| Date de diffusion | Titre                           | Série | Commentaire                                                       |
| ----------------- | ------------------------------- | ----- | ----------------------------------------------------------------- |
| 26/09/1976        | One Little Indian               |       | Première partie du film Un petit Indien (1973)                    |
| 03/10/1976        | One Little Indian               |       | Seconde partie du film Un petit indien (1973)                     |
| 10/10/1976        | The Biscuit Eater               |       | Première partie du film Les Aventures de Pot-au-Feu (1972)        |
| 17/10/1976        | The Biscuit Eater               |       | Seconde partie du film Les Aventures de Pot-au-feu (1972)         |
| 24/10/1976        | 20000 Leagues Under the Sea     |       | Version télévisée du film Vingt mille lieues sous les mers (1954) |
| 31/10/1976        | The Secret of Old Glory Mine    |       |                                                                   |
| 14/11/1976        | The Apple Dumpling Gang         |       | Version télévisée du film Le Gang des chaussons aux pommes (1976) |
| 02/01/1977        | The Golden Dog                  |       |                                                                   |
| 09/01/1977        | Kit Carson and the Mountain Men |       | Première partie                                                   |
| 16/01/1977        | Kit Carson and the Mountain Men |       | Seconde partie                                                    |
| 30/01/1977        | Barry of the Great St. Bernard  |       | Première partie                                                   |
| 06/02/1977        | Barry of the Great St. Bernard  |       | Seconde partie                                                    |
| 27/02/1977        | The Strongest Man in the World  |       | Version télévisée du film L'Homme le plus fort du monde (1975)    |
| 13/03/1977        | The Ghost of Cypress Swamp      |       |                                                                   |
| 03/04/1977        | The Track of the African Bongo  |       | Première partie                                                   |
| 10/04/1977        | The Track of the African Bongo  |       | Seconde partie                                                    |
| 08/05/1977        | The Castaway Cowboy             |       | Version télévisée du film Un cowboy à Hawaï (1974)                |
| 15/05/1977        | Disney's Greatest Villains      |       |                                                                   |
| 22/05/1977        | The Bluegrass Special           |       |                                                                   |

## 24esaison(1977-1978)
| Date de diffusion | Titre                                 | Série | Commentaire                                             |
| ----------------- | ------------------------------------- | ----- | ------------------------------------------------------- |
| 18/09/1977        | Gus                                   |       | Version télévisée du film Gus (1976)                    |
| 02/10/1977        | Treasure of Matecumbe                 |       | Version télévisée du film Le Trésor de Matacumba (1976) |
| 13/10/1977        | Harness Fever                         |       |                                                         |
| 16/10/1977        | Charley and the Angel                 |       | Version télévisée du film Charley et l'Ange (1973)      |
| 23/10/1977        | The Incredible Journey                |       | Version télévisée du film L'Incroyable Randonnée (1963) |
| 30/10/1977        | Halloween Hall o' Fame                |       |                                                         |
| 20/11/1977        | The Mouseketeers at Walt Disney World |       |                                                         |
| 25/12/1977        | From All of Us to All of You          |       |                                                         |
| 08/01/1978        | Three on the Run                      |       |                                                         |
| 29/01/1978        | The Shaggy Dog                        |       | Version télévisée du film Quelle vie de chien ! (1959)  |
| 05/02/1978        | The Million Dollar Dixie Deliverence  |       |                                                         |
| 05/03/1978        | Race for Survival                     |       |                                                         |
| 12/03/1978        | Trail of Danger                       |       | Première partie de Trail of Danger (1978)               |
| 19/03/1978        | Trail of Danger                       |       | Seconde partie de Trail of Danger (1978)                |
| 14/05/1978        | Child of Glass                        |       |                                                         |
| 28/08/1978        | The Young Runaways                    |       |                                                         |

## 25esaison(1978-1979)
| Date de diffusion | Titre                                                             | Série | Commentaire                                                       |
| ----------------- | ----------------------------------------------------------------- | ----- | ----------------------------------------------------------------- |
| 17/09/1978        | NBC Salutes the 25th Anniversary of the Wonderful World of Disney |       | en deux parties avec Dumbo (1941)                                 |
| 24/09/1978        | The Shaggy D.A.                                                   |       | Version télévisée du film Un candidat au poil (1976)              |
| 01/10/1978        | In Search of the Castaways                                        |       | Première partie du film Les Enfants du capitaine Grant (1962)     |
| 08/10/1978        | In Search of the Castaways                                        |       | Seconde partie du film Les Enfants du capitaine Grant (1962)      |
| 29/10/1978        | The Gnome-Mobile                                                  |       | Première partie du film La Gnome-mobile (1967)                    |
| 05/11/1978        | The Gnome-Mobile                                                  |       | Seconde partie du film La Gnome-mobile (1967)                     |
| 12/11/1978        | The Boatniks                                                      |       | Version télévisée du film Du vent dans les voiles (1971)          |
| 19/11/1978        | Mickey's 50                                                       |       |                                                                   |
| 07/01/1979        | Donovan's Kid                                                     |       | Première partie                                                   |
| 14/01/1979        | Donovan's Kid                                                     |       | Seconde partie                                                    |
| 28/01/1979        | Shadow of Fear                                                    |       | Première partie                                                   |
| 04/02/1979        | Shadow of Fear                                                    |       | Seconde partie                                                    |
| 11/02/1979        | Ride a Wild Pony                                                  |       | Première partie du film Mais où est donc passé mon poney ? (1975) |
| 18/02/1979        | Ride a Wild Pony                                                  |       | Seconde partie du film Mais où est donc passé mon poney ? (1975)  |
| 04/03/1979        | Never a Dull Moment                                               |       | Version télévisée du film Frissons garantis (1968)                |
| 18/03/1979        | The Omega Connection                                              |       | Version télévisée du film The London Connection (1979)            |
| 25/03/1979        | Born to Run                                                       |       | Première partie                                                   |
| 01/04/1979        | Born to Run                                                       |       | Seconde partie                                                    |
| 13/05/1979        | Sky Trap                                                          |       |                                                                   |

## 26esaison(1979-1980)
| Date de diffusion | Titre                           | Série | Commentaire                                                     |
| ----------------- | ------------------------------- | ----- | --------------------------------------------------------------- |
| 09/09/1979        | The Absent-Minded Professor     |       | Première partie du film Monte là-d'ssus (1961)                  |
| 16/09/1979        | The Absent-Minded Professor     |       | Seconde partie du film Monte là-d'ssus (1961)                   |
| 23/09/1979        | The Love Bug                    |       | Première partie du film Un amour de Coccinelle (1969)           |
| 30/09/1979        | The Love Bug                    |       | Seconde partie du film Un amour de Coccinelle (1969)            |
| 14/10/1979        | Baseball Fever                  |       | Compilation de court métrage sur le baseball                    |
| 16/12/1979        | Major Effects                   |       |                                                                 |
| 13/01/1980        | That Darn Cat!                  |       | Première partie du film L'Espion aux pattes de velours (1965)   |
| 20/01/1980        | That Darn Cat!                  |       | Seconde partie du film L'Espion aux pattes de velours (1965)    |
| 10/02/1980        | Donald's Valentine's Day Salute |       | compilation de courts métrage sur le thème de la Saint-Valentin |
| 17/02/1980        | Escape to Witch Mountain        |       | Première partie du film La Montagne ensorcelée (1975)           |
| 24/02/1980        | Escape to Witch Mountain        |       | Seconde partie du film La Montagne ensorcelée (1975)            |
| 09/03/1980        | The Kids Who Knew Too Much      |       |                                                                 |
| 16/03/1980        | Son of Flubber                  |       | Première partie du film Après lui, le déluge (1963)             |
| 23/03/1980        | Son of Flubber                  |       | Seconde partie du film Après lui, le déluge (1963)              |
| 13/04/1980        | Disney's Oscar Winners          |       |                                                                 |
| 20/04/1980        | The Sultan and the Rock Star    |       |                                                                 |
| 27/04/1980        | The Secret of Lost Valley       |       | Première partie                                                 |
| 04/05/1980        | The Secret of Lost Valley       |       | Seconde partie                                                  |

## Autres saisons
| Date de diffusion | Titre | Série | Commentaire |
| ----------------- | ----- | ----- | --- |
| 18/11/1985        |       |       | Dumbo, Mickey et le Haricot magique et Lambert le lion peureux                                                                        |
| 16/03/1986        |       |       | Winnie l'ourson et le Tigre fou, Donald et la Sentinelle, Pluto and the Gopher et In the Bag.                                         |
| 14/09/1986        |       |       | Dumbo, Mickey et le Haricot magique et Lambert le lion peureux                                                                        |
| 15/11/1987        |       |       | Winnie l'ourson et le Tigre fou, Donald et la Sentinelle, Pluto and the Gopher et In the Bag (rediffusion de l'épisode du 16/03/1986) |
| 30/10/1988        |       |       | Dumbo |
| 05/03/1989        |       |       | Winnie l'ourson dans le vent, Les Cacahuètes de Donald, Pluto's Sweater et Le Nouveau Voisin                                          |
| 21/01/1990        |       |       | Winnie l'ourson et l'Arbre à miel, Le Printemps de Pluto, Le Jardin de Donald et Le Perroquet de Mickey                               |
| 05/03/2000        |       |       | Grandeur nature |
| 15/12/2002        |       |       | Nancy Drew, journaliste-détective |